# Conseil international des sciences sociales
Le Conseil international des sciences sociales (CISS ; en l'anglais International Social Science Council, ISSC) est une organisation internationale fondée en 1952 par l'UNESCO et visant à « dynamiser l'action au sein et au-delà des sciences sociales ».
Pour ce faire, l'organisme, entre autres, soutient des infrastructures liées aux sciences sociales, principalement dans des pays et régions où elles ne sont pas très développées, fournit des ressources pour recueillir, interpréter, analyser et disséminer les informations liées aux sciences sociales, favorise les échanges et les coopérations entre les différentes disciplines et travaille à diffuser auprès du public les connaissances tirées des sciences sociales, notamment en montrant comment les lier aux politiques publiques.
L'organisme travaille en collaboration avec plusieurs organisations scientifiques, des bases de données, des commanditaires, des chercheurs et des personnalités politiques du monde entier. Il organise également plusieurs activités, dont le forum mondial des sciences sociales à chaque année.
En 2018, le Conseil international des sciences sociales (ISSC) fusionne avec le Conseil international pour la science (ICSU) pour former le Conseil international des sciences (ISC). 